# Iranildo
Iranildo Hermínio Ferreira, detto Iranildo (Igarassu, 16 ottobre 1976), è un ex calciatore brasiliano, di ruolo centrocampista.

## Palmarès

### Club

#### Competizioni statali
- Campionato Carioca: 3

Flamengo: 1996, 1999, 2000
- Taça Guanabara: 1

Flamengo: 1999
- Taça Rio: 2

Flamengo: 1996, 2000
- Campionato Brasiliense: 6

Brasiliense: 2004, 2005, 2006, 2007, 2008, 2009,

#### Competizioni nazionali
- Campionato brasiliano: 1

Flamengo: 1995
- Campeonato Brasileiro Série B: 1

Brasiliense: 2004

#### Competizioni internazionali
- Copa de Oro: 1

Flamengo: 1996
- Coppa Mercosur: 1

Flamengo: 1999